# Câu chuyện Khatyn
Câu chuyện Khatyn (tiếng Belarus: Хатынская аповесьць) là một cuốn tiểu thuyết của nhà văn Ales Adamovich, khai thác đề tài vụ thảm sát Khatyn. Tác phẩm được viết từ 1966 đến 1971 và trở nên nổi tiếng, nhất là từ sau khi bộ phim Đến mà xem ra đời.

## Chuyển thể
- Đến mà xem (phim, 1985)